# Antonio Guzmán Blanco

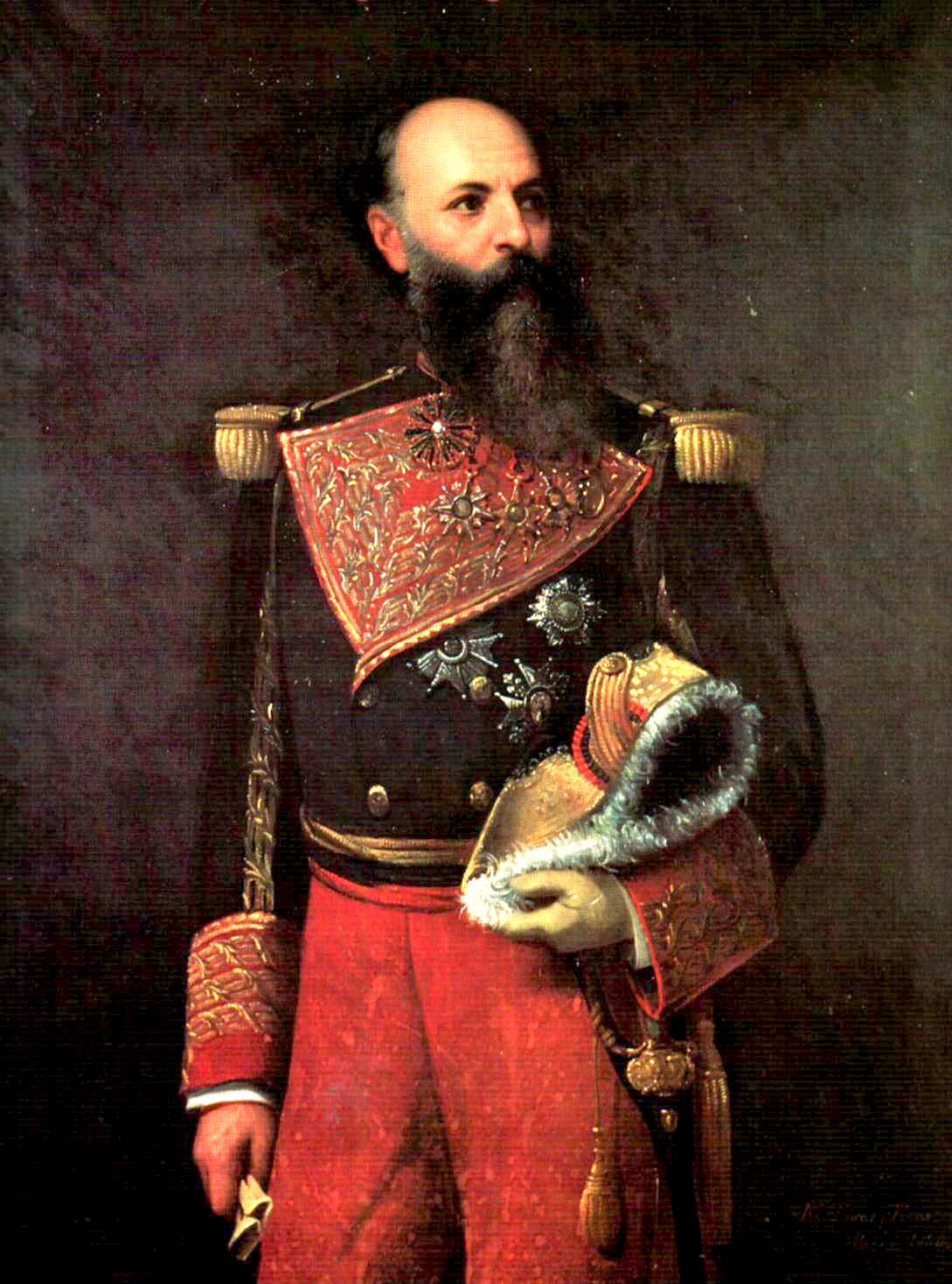
Antonio Guzmán Blanco

Antonio Leocadio Guzmán Blanco (n. 28 februarie 1829, Caracas, Venezuela – d. 28 iulie 1899, Paris, Franța) a fost un militar și om politic, președintele Venezuelei în perioada:
- 1870- 1877,
- 1879-1884 și
- 1886-1887.